# Jaciment dels Casots
El jaciment paleontològic dels Casots es localitza dins el terme municipal de Subirats (Alt Penedès, Barcelona), on s'han trobat restes de vertebrats d'uns 16 milions d'anys d'antiguitat. Es troba a prop de la carretera BP-2427 en direcció al Castell de Subirats, dins de la zona de la Serra d'Ordal. Es tracta d'un dels jaciments del Miocè Mitjà més importants d'Europa. Va ser declarat Bé Cultural d'Interès Nacional per la Generalitat de Catalunya. La importància del jaciment paleontològic ha motivat la realització de diverses iniciatives locals no reeixides per a crear un centre d'interpretació. Així s'ha parlat d'un Centre d'Interpretació Paleontològic dels Casots o bé de realitzar un Centre d'Interpretació del Patrimoni Històric i Natural (paleontològic) de Subirats.

## Història
Durant el segle XIX l'explotació minera de les mines de lignit de la Fontsanta (Subirats, l'Alt Penedès) va permetre recuperar restes fòssils de vertebrats que figuren entre les primeres descobertes a Catalunya.Aquestes es van entregar al canonge Jaume Almera del Museu de Geologia del Seminari Conciliar de Barcelona, qui en va confiar la identificació a eminents paleontòlegs del seu temps, tals com Charles Depéret i Albert Gaudry. Aquests les van adscriure a rinoceronts, remugants i rosegadors. Al 1850 les mines foren abandonades i no es van produir nous descobriments. Eventualment, la major part de la col·lecció de les mines de la Fontsanta es va perdre al 1936 durant l’inici de la Guerra Civil.
No fou fins dècades més tard quan al 1989 Antoni Adell, un veí de Sant Sadurní d'Anoia va trobar alguns ossos fossilitzats a prop del Pujol d'en Figueres, no massa lluny d’on hi havia hagut les antigues mines de lignit. Adell va dipositar la seva troballa al Museu de Geologia de Barcelona (actual Museu de Ciències Naturals de Barcelona). Els tècnics del museu, Jaume Gallemí i Julio Gómez Alba, van identificar les troballes com a restes de vertebrats i es van posar en contacte amb l’Institut de Paleontologia Miquel Crusafont (actual Institut Català de Paleontologia Miquel Crusafont). Des d'allà, al cap de pocs mesos, es va organitzar la primera d'una sèrie de campanyes d'excavacions i el jaciment s'anomenà els Casots. Les excavacions van concloure al 1994 però van ser molt fructíferes i es van recuperar més de 3000 restes de macrofauna. A més, el rentat del sediment excavat va permetre recuperar centenars de dents de micromamífers. Els Casots aviat es va convertir en un jaciment de referència per a l'estudi del Miocè europeu.
Després de més de 20 anys d’inactivitat el 2018 un equip de l'Institut Català de Paleontologia Miquel Crusafont va reprendre les campanyes de camp als Casots que des d’aleshores s'han succeït anualment. Aquestes noves intervencions han combinat l’excavació del jaciment amb estudis geològics i paleobotànics per tal de precisar l’edat i el paleoambient. Paral·lelament i en col·laboració amb els paleontòlegs que dirigeixen les excavacions, l’Ajuntament de Subirats ha promogut una sèrie d’accions de museització i difusió del jaciment, que en l’actualitat permeten visitar-lo.

## Situació geogràfica, estratigràfica i edat

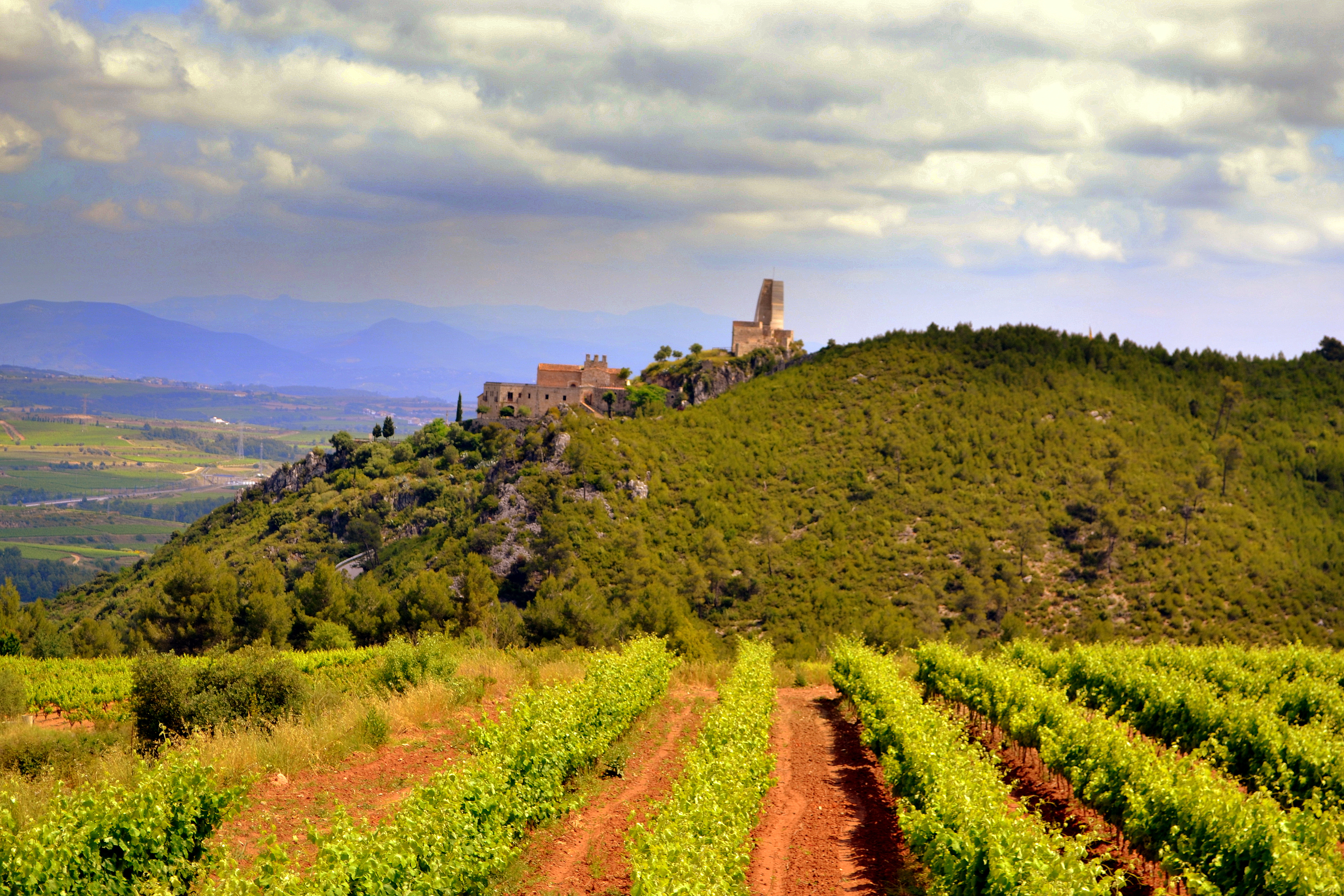
El Castell de Subirats

Els Casots està situat a la part més meridional de la conca sedimentària del Vallès-Penedés, situada entre les serralades Litoral i Prelitorial. Aquesta conca es va formar durant l'obertura del Mediterrani Occidental, a finals de l'Oligocè. La conca del Vallès-Penedés té un registre sedimentari que data d'entre 20 i 7 milions d'anys, cobrint pràcticament tot el Miocè. El registre sedimentari que trobem és principalment continental, tot i que, sobretot a inicis del Miocè Mitjà, els dipòsits continentals s'intercalen amb sediments marins dipositats en períodes de transgressió marina. També hi trobem sediments de transició, representatius d’ambients deltaics, estuaris o llacs salobres.
El jaciment dels Casots es situa en l’anomenada unitat al·luvial-lacustre de Subirats. Aquesta està formada per lutites, amb intercalacions de carbonats i lignits, i correspon a ambients lacustres poc profunds intercal·lats amb dipòsits distals de ventalls al·luvials. La sèrie estratigràfica dels Casots descansa directament sobre els relleus de les Muntanyes d’Ordal, formades per carbonats mesozoics, i mesura prop de 35 m de gruix. Aquesta sèrie presenta un tram de bretxes basals, corresponent a dipòsits de peu de mont, i conté restes de macrovertebrats mal preservades. Per damunt seu segueix una successió cíclica de lutites grises i carbonats, ocasionalment amb petites intercalacions de lignits. Aquesta part de la sèrie correspon a un ambient lacustre poc profund i és rica en fòssils de vertebrats, invertebrats i plantes (per bé que mal preservades). Els lignits es formaren per acumulació de matèria vegetal al fons del llac. El jaciment dels Casots es situa al tram superior de la sèrie lacustre. Finalment, la sèrie lacustre queda interrompuda en assecar-se el llac i segueix una successió de lutites vermelles que corresponen a dipòsits de ventalls al·luvials.
Les primeres datacions del jaciment es basaren en la fauna recuperada i el van situar a finals del Miocè Inferior, biozona MN4. Recentment s'ha pogut precisar l’edat del jaciment gràcies a l’estudi detallat de la fauna de rosegadors i a l’aplicació de mètodes de datació per paleomagnetisme. Actualment l’edat del jaciment s'estima en 15.9 milions d’anys aproximadament, corresponent per tant a inicis del Miocè Mitjà (Aragonià Inferior). Cal destacar que coincideix amb l’anomenat Óptim Climátic del Miocè Mitjà (entre fa aproximadament 17 i 15 milions d’anys), un breu període en el que les temperatures mitjanes globals es situaven entre 5 i 7 graus per damunt de les actuals i Catalunya tenia un clima de tipus subtropical.

## Fauna
El jaciment presenta una gran riquesa en macrofauna i microfauna de vertebrats miocens, incloent no només mamífers sinó també aus, amfibis, rèptils i alguns peixos. Les restes de macrovertebrats es troben sovint associades i els esquelets parcials són relativament freqüents, indicant que els animals van morir prop del lloc de fossilització i van patir poc transport. Així doncs corresponen a una comunitat que vivia a les immediacions de l’antic llac dels Casots. Les restes fòssils són generalment molt completes però el pes dels sediments les ha compactat i aixafat en molts casos. La següent llista faunística del jaciment dels Casots es basa en la revisió de CASANOVAS-VILAR et al. -2022. Les restes fòssils formen part de la col·lecció de l'Institut Català de Paleontologia Miquel Crusafont.

### Peixos
S'han trobat diverses restes mandibulars i dentals de peixos, però encara no s'han estudiat en detall.

### Amfibis
- Els anurs Latonia sp., Bufotes sp. i Pelophylax sp.

- Un urodel indeterminat.

### Rèptils
- Ptychogaster sp.', una tortuga de rierol (geoemídid).
- Testudo sp., una tortuga de terra (testudínid).

- Titanochelon bolivari, una tortuga de terra gegant (testudínid).

- Diplocynodon ratelii, un crocodilià de poc més d’un metre de llarg.[13]

- Blanus sp., una serpeta cega (blànid).
- Els vidriols (ànguids) Pseudopus sp., i Ophisaurus sp.
- Llangardaixos (lacèrtids), representats per tres espècies no determinades.
- Un varà (varànid).
- Un dragó (Gekkota).
- Serps (ofidis), amb fins a sis espècies, incloent colobres (colúbrids), escurçons (vipèrids) i pitons (pitònids).

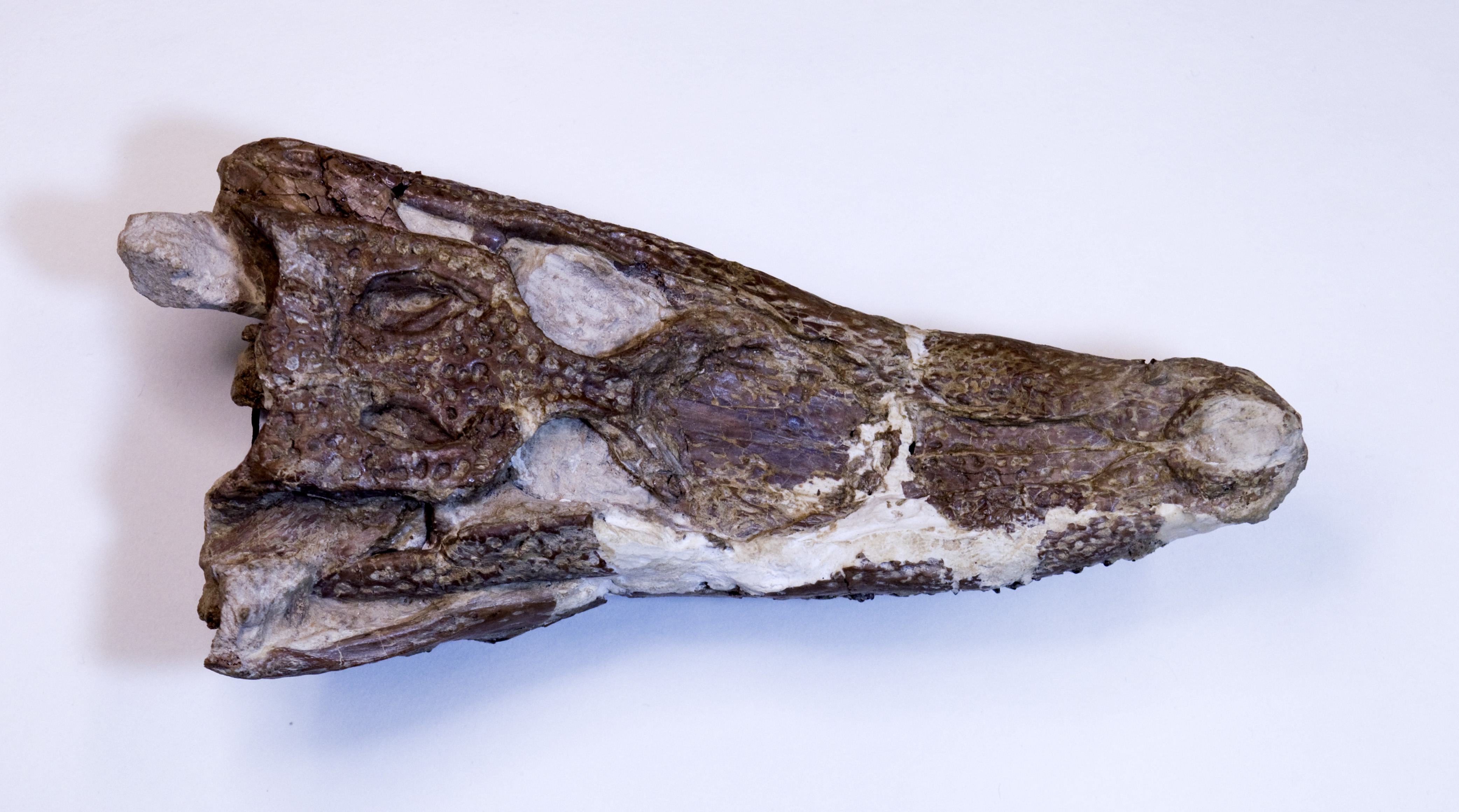
Crani del cocodrilià Diplocynodon ratelii recuperat als Casots en vista dorsal. Exemplar dipositat a l'Institut Català de Paleontologia Miquel Crusafont (núm. col. 951).

### Aus
- Miophasianus altus, un paó (fasiànid).
- Escasses restes de rapinyaires diürns (accipítrids) i nocturns (estrígids).

### Mamífers
- Amphiperatherium frequens, un marsupial semblant a un opòssum.
- Rat-penats (quiròpters), representats per algunes dents corresponents a com a mínim dues espècies diferents.
- Galerix symeondisi, un gimnur (galericí).
- Heterosorex neumayrianus, un insectívor semblant a una musaranya.
- Paenelimnoecus cf. truyolsi, una musaranya (sorícid).
- Plesiodimylus sp., un insectívor de la família extingida dels dimílids.
- Lagopsis sp., una pica (ocotònid).
- Atlantoxerus idubedensis i Heteroxerus rubricati, esquirols terrestres (xerininis) propis de climes àrids.
- Csakvaromys besana i Palaeosciurus sp., esquirols terrestres (marmotinis).
- Melissiodon dominans, un rosegador extingit remotament emparentat amb els hàmsters (cricètids) i amb uns queixals de morfologia molt complicada.
- Democricetodon, un hàmster (cricètid) representat per tres espècies diferents als Casots: Democricetodon hispanicus, Democricetodon gracilis i una espècie no identificada de mida més gran.[14]
- Megacricetodon primitivus, un altre hàmster (cricètid).[14]

- Fins a 9 espècies de lirons (glírids): Bransatoglis sp., Glirudinus modestus, Muscardinus sp, Microdyromys monspeliensis, Peridyromys murinus, Pseudodryomys ibericus, Simplomys julii, Simplomys robustus i Simplomys simplicidens.
- Ligerimys ellipticus, un rosegador de l’extingida família dels eòmids.

- Amficiònids, gossos-ós, representats per dues espècies de mida diferent que encara no han estat descrites. Se n’han trobat cranis i fins i tot un esquelet parcial en connexió anatòmica.
- Hemicyon stehlini, un ós-gos, emparentat amb els óssos (úrsids) però de constitució més lleugera.

- Iberictis buloti, el membre més basal del llinatge del golut (mustèlid guloní).[15]

- Paralutra sp., una llúdriga (mustèlid lutrí).
- Dues espècies més de mustèlid de petita mida i morfologia similar a les actuals martes.
- Leptoplesictis aurelianensis, una mangosta (vivèrrid).
- Un petit carnívor de la família de les hienes (hiènid), segurament corresponent al gènere Protictitherium.
- Styriofelis lorteti, un felí (fèlid) primitiu de la mida d’un linx.
- Rinoceronts (rinceròtids), representats per Dromoceratherium mirallesi, un rinoceront sense banyes, a més d’una segona espècie. Són molt abundants al jaciment.
- Anchitherium sp., un cavall (èquid) primitiu amb tres dits a cada pota.

- Cainotherium miocaenicum, un cenoteri, petit artiodàctil de mida i hàbits semblants als dels actuals conills.
- Choeromorus ibericus, un suoideu semblant a un pècari.[16][17] L’holotip (exemplar tipus) d’aquesta espècie és un crani recuperat als Casots.
- Eurolistriodon adelli, un porc (suid). L’holotip és un esquelet parcial recuperat als Casots i l’espècie està dedicada a Antoni Adell, descobridor del jaciment.[18]
- ‘Dorcatherium’ crassum, un tràgul (tragúlid).[19]
- Ampelomeryx ginsburgi, un paleomerícid, un grup d’estranys remugants primitius amb múltiples apèndixs al crani. Els mascles d’Ampelomeryx tenien dos ossicons triangulars i aplanats sobre els ulls i una protuberància en forma de Y a la part posterior del crani. L’holotip és un crani dels Casots i és un dels fòssils més abundants al jaciment. Ampelomeryx vol dir ‘cérvol de les vinyes' i el nóm de gènere fa referència al Penedès i a les regions vitivinícoles del Sud de França on també s'han trobat restes d’aquesta espècie.[20]

- Els remugants també inclouen Procervulus cf. dichotomus, un cérvol (cèrvid) primitiu amb banyes molt senzilles; Lagomeryx rutimeyeri, que pertany a un grup aracaïc relacionat amb els cérvols; i Eotragus noyei, un dels bòvids (antílops, cabres i similars) més antics que es coneixen.

- Prodeinotherium cf. bavaricum, un dinoteri (dinotèrid), un membre de l’ordre dels proboscidis (elefants) .
- Gomphoterium cf. subtapiroideum, un gomfoteri (gomfotèrid) també pertanyent a l’ordre dels proboscidis.

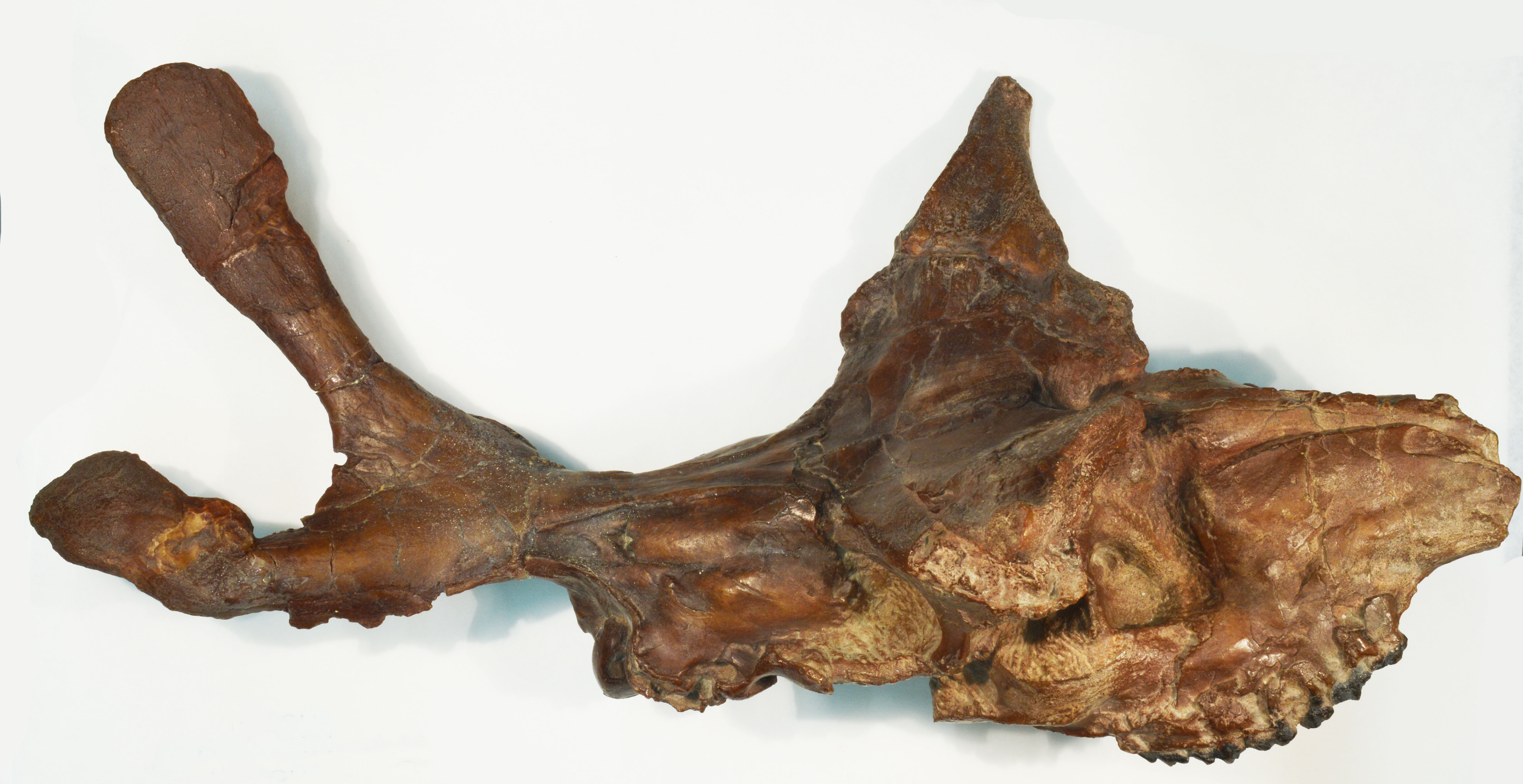
Crani dAmpelomeryx ginsburgi recuperat als Casots. Holotipus dipositat a les col·leccions de l'Institut Català de Paleontologia Miquel Crusafont (núm. col. IPS10610).

## Flora i invertebrats
Les restes vegetals dels Casots no són gaire nombroses i sovint estan mal preservades, però generalment corresponen a plantes helofítiques (boga, canyís) que creixien a la riba del llac i fragments de fusta fòssil. A les antigues mines de la Fontsanta també s'hi havien recuperat algunes fulles de palmeres (arecàcies). L’estudi de microfòssils del jaciment ha permès recuperar una bona mostra d’algues verdes (caròfits) amb Chara vulgaris i Chara molassica com a espècies dominants. Aquestes indiquen ambients d’aigua dolça i amb alt contingut de nutrients (eutròfiques). No s'han trobat més restes de flora, però mostres de pol·len fòssil recuperades a Sant Pau d’Ordal (Subirats) i d’edat lleugerament més recent que el jaciment dels Casots, mostren que la vegetació era de tipus subtropical, amb boscos densos a les zones muntanyoses i prop les masses d’aigua i zones més esclarissades a les terres baixes poblades per acàcies.
Als Casots s'han recuperat algunes restes d’invertebrats, sobretot closques de gastròpodes (terrestres i d’aigua dolça) i ostracodes. També hi apareixen alguns foraminífers planctònics (Ammonia sp.), que s'interpreta que van ser arrossegats al llac des d’ambients marins propers.

## Paleoambient
La fauna i la flora recuperada indica que durant el Miocè la zona dels Casots era ocupada per un llac d’aigua dolça i poc profund. Aquest llac es situava proper a la línia de costa (el mar arribava a l’alçada de Vilafranca del Penedès), fet que explicaria la presència de foraminífers planctònics que haurien estat arrossegats al llac per les tempestes. Les altes temperatures durant l’Òptim Climàtic del Miocè Mitjà permetien que hi visquessin espècies pròpies de climes tropicals i subtropicals tals com cocodrils, tortugues gegants, varans, pitons i boes. En tractar-se d’un llac hi són abundants les espècies aquàtiques o lligades a ambients humits, com els cocodrils (Diplocynodon), les llúdrigues (Paralutra) o els tràguls (Dorcatherium). Els paleomerícids (Ampelomeryx) i suoideus (Choeromurs i Eurolistriodon) tenien una dentició adaptada a alimentar-se de fulles toves i també de plantes aquàtiques. Per la seva banda la successió cíclica de carbonats i lutites a la sèrie dels Casots ens indica que el nivell del llac presentava variacions estacionals, amb períodes secs en els que hi havia molta menys aigua, encara que no sembla que arribés a assecar-se del tot. L’estudi del pol·len fòssil de jaciments propers ens indica que els Casots segurament representava una zona humida entorn a la qual creixia vegetació exuberant de tipus tropical però el seu entorn era segurament més àrid i esclarissat.

## Valor Patrimonial
Els Casots és un jaciment referent a nivell europeu pel que fa a les faunes de principis del Miocè Mitjà i clau alhora d’entendre la resposta dels ecosistemes terrestres a l’ascens de temperatura associat a l’Òptim Climàtic del Miocè Mitjà. Presenta una sorpenent diversitat d’espècies, algunes exclusives del jaciment, i la densitat fossilífera és altíssima. Per aquests motius fou declarat un Bé Cultural d’Interés Nacional (BCIN) en la categoria de Zona Paleontològica (referència BCIN 2053-ZP) per acord de govern de la Generalitat de Catalunya el 1995. Els terrenys del jaciment són de titularitat municipal.